# Suid-Kaap DBG
Suid-Kaap is een districtsbestuursgebied in het Zuid-Afrikaanse district Eden.
Suid-Kaap ligt in de provincie West-Kaap en telt 14.596 inwoners.